# 10e régiment de logistique des Gurkhas de la Reine RLC
Le 10e Régiment de logistique des Gurkhas de la Reine RLC, également connu sous le nom de 10 The Queen's Own Gurkha Logistic Regiment ou 10 QOGLR, est un régiment de Gurkhas du Royal Logistic Corps de l'armée britannique. 

## Histoire
Le régiment a été créé le 5 avril 2001. Il fut formé à partir d'une fusion du régiment de transport Gurkha de la Reine (The Queen's Own Gurkha Transport Regiment), du régiment de transport Gurkha (The Gurkha Transport Regiment) et du corps de service de l'armée Gurkha (The Gurkha Army Service Corps), qui faisaient partie de la brigade des Gurkhas depuis le 1er juillet 1958. Un message sur le site Web de la brigade Gurkha en août 2016 indiqué que deux nouveaux escadrons QOGLR seront formés à l'avenir. 
- Structure: [2]
  - 36e Escadron de quartier général
  - 1er Escadron d'approvisionnement
  - 28e Escadron Carburant et GT